# Christian Schmidt (Politiker, 1943)
Christian Schmidt (* 23. Februar 1943 in Wittenberge; † 5. April 2021 in Hamburg) war ein deutscher Politiker der Grünen.

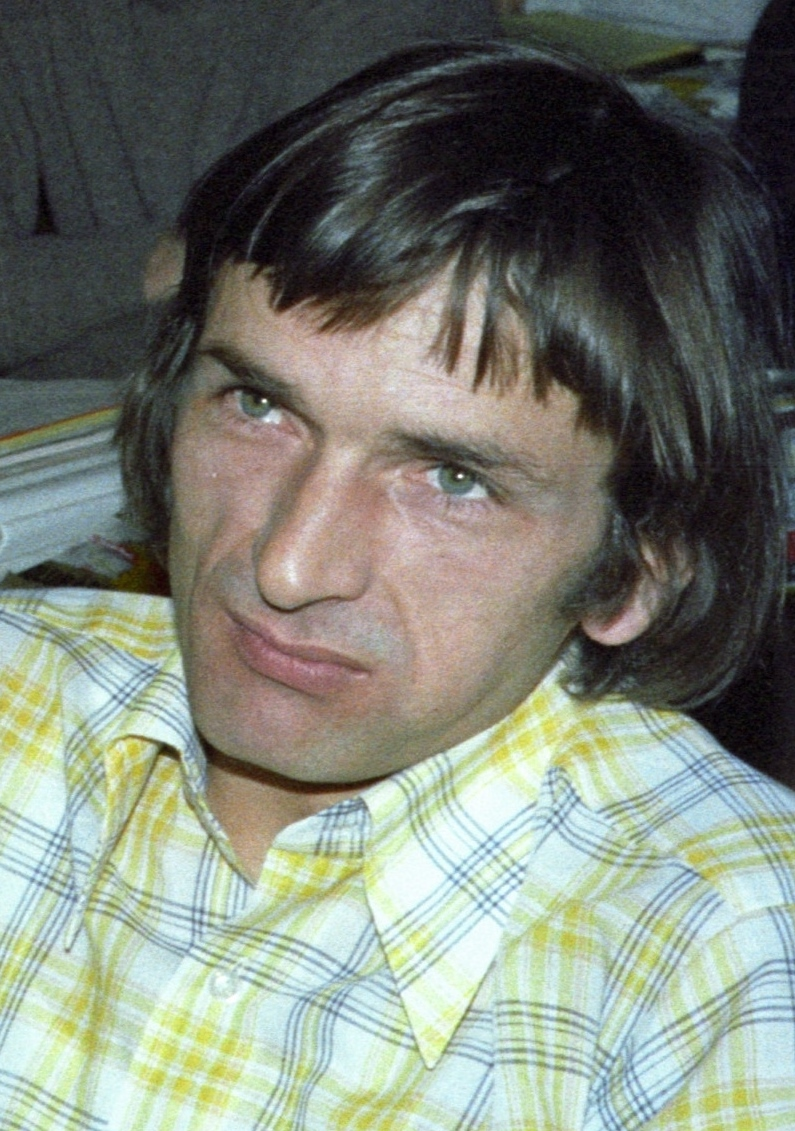
Christian Schmidt, 1972 auf einem SPD-Parteitag

Nach seinem Abitur 1963 studierte Christian Schmidt Romanistik und Geschichte. Er wurde 1970 promoviert und arbeitete anschließend bis 1983 als Lehrer.

## Karriere in der SPD
Schmidt, der durch einen Sportunfall auf einen Rollstuhl angewiesen war, trat 1965 in die SPD ein. Er zählte zur inoffiziellen Linksfraktion innerhalb der Hamburger SPD und galt als einer der strategischen Köpfe. Als Kandidat der Jungsozialisten wurde er mit einem Drittel der Stimmen in den erweiterten Landesvorstand gewählt. Auf diesem Parteitag hatte es scharfe Auseinandersetzungen zwischen „Rechts“ und „Links“ gegeben. Er war unter anderem Vorsitzender der Kommission Ausländerpolitik und im Landesvorstand für den Bereich „politische Bildung“ zuständig. 1981 trat Schmidt aus der SPD aus. Der eher dem rechten Flügel der Partei zugerechnete SPD-Landesvorsitzende Oswald Paulig bedauerte den Austritt und würdigte die menschlichen Qualitäten von Schmidt.

## Karriere bei den Grünen
1981 wechselte Schmidt zur Grün-Alternativen Liste (GAL).
Er gehörte dem Bundestag in der 10. Legislaturperiode an und war unter anderem Sprecher der grünen Bundestagsfraktion. Allerdings war das Bundeshaus auf Rollstuhlfahrer nicht eingerichtet. Schmidt konnte nicht vor dem Rednerpult sprechen, weil das nicht verstellbar war. Seine Reden konnten nicht, wie üblich, vom Hauskanal übertragen werden, weil die dazugehörende Kamera fest auf das Pult ausgerichtet war. Zusammen mit Jutta Ditfurth und Regina  Michalik  trat Christian Schmidt im Dezember 1988 als Sprecher der grünen Bundespartei zurück. Grund dafür war die fehlende Unterstützung der Bundesversammlung auf dem außerordentlichen Parteitag in Karlsruhe. Zwei Jahre später verließ er die Partei.